# Église Saint-Pallais de Saintes
L’église Saint-Pallais est une église paroissiale de la ville de Saintes, dans le département français de la Charente-Maritime, en France.

## Historique
Le sanctuaire actuel succède à une basilique funéraire édifiée sur le tombeau de l'évêque Palladius, prélat du VIe siècle qui se distingue au cours de son épiscopat par l'édification de plusieurs églises à Saintes. Il est notamment à l'origine de l'érection d'une basilique dédiée à Saint-Martin, aujourd'hui disparue, et aurait contribué à moderniser la première cathédrale.
De même, il contribue à la redécouverte du tombeau de l'évangélisateur de la Saintonge, Eutrope, dont il organise le culte.
L'église Saint Pallais abrite le tombeau de la mystique Saintaise Marie-Eustelle Harpain (1814-1842) surnommée l'« Ange de l'Eucharistie ».

## Description
Après sa mort, Palladius - canonisé ultérieurement sous le nom de Saint Pallais - est l'objet d'un culte et une basilique est construite sur son tombeau.
Si les parties les plus anciennes de l'église actuelle ne sont pas antérieures au XIIe siècle, l'édifice présente les traces de plusieurs remaniements. Ainsi, si les murs de la nef sont romans dans leur conception, les voûtes ont été reprises dans le style gothique au XIIIe siècle : de fait, deux grandes croisées d'ogives couvrent la nef, sans toutefois respecter le rythme des travées primitives. Chœur et transept sont également reconstruits au XIIIe siècle dans le nouveau style. Le mur du chevet est percé au XVe siècle d'une baie à remplage flamboyant.
Le croisillon nord est doté d'un clocher dont seule la partie inférieure subsiste actuellement, donnant à l'édifice un aspect atypique.
La façade de l'église, cantonnée de deux contreforts, est divisée en trois registres horizontaux. La partie inférieure accueille un portail à quatre voussures flanqué de deux arcades aveugles.
Le parvis de l'église abrite jusqu'au XVIIIe siècle un cimetière, avant d'être aménagé en une petite place au XIXe siècle, lors de la période d'expansion et de modernisation des quartiers de la rive droite.
Parmi les éléments de mobilier présents dans l'église se trouve une statue en bois polychrome datée du XVIIIe siècle. Cette dernière représente un évêque bénissant les fidèles et serait une représentation de Saint Pallais.

## Cloches
Le clocher abrite deux cloches.
- La première cloche est la cloche principale. Électrifiée, elle sert à la paroisse Saint-Pallais mais également à l'abbaye aux Dames, située à quelques dizaines de mètres, qui ne possède plus de cloches.

Fondue en 1770, elle se nomme "Emmanuel-Marie-Xavière". Elle donne un Fa # 3 et pèse environ 700 kilos. Elle ne porte pas le nom de son fondeur.
- La seconde cloche, beaucoup toute petite, ne porte aucune inscription et n'est pas électrifiée (elle sonne à la corde). Elle donne un Si 4 et pèse une vingtaine de kilos.

## Protection
L'église Saint-Pallais est inscrite à l'inventaire supplémentaire des monuments historiques depuis 1931.

## Galerie de photos

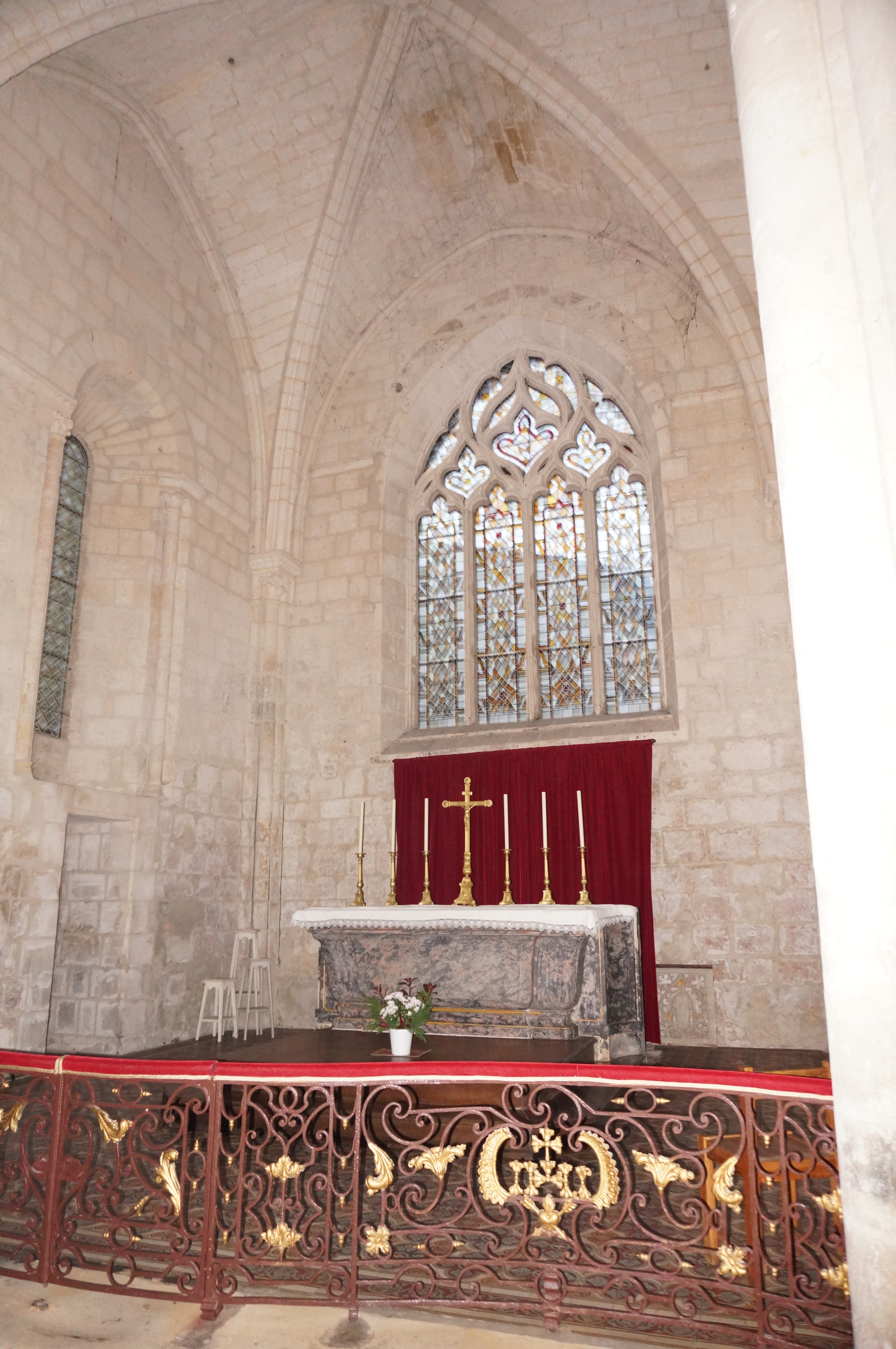
Chœur et grille liturgique du XVIIIe siècle, classée[2].
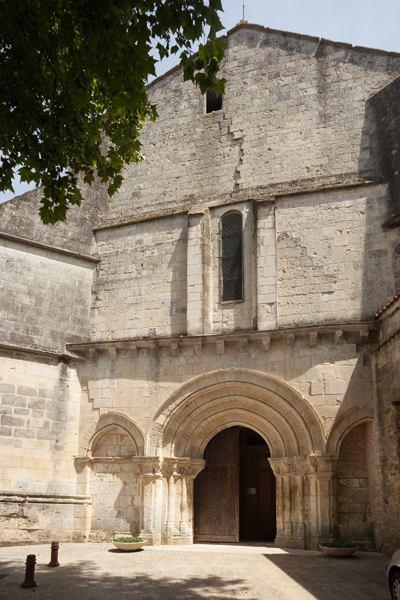
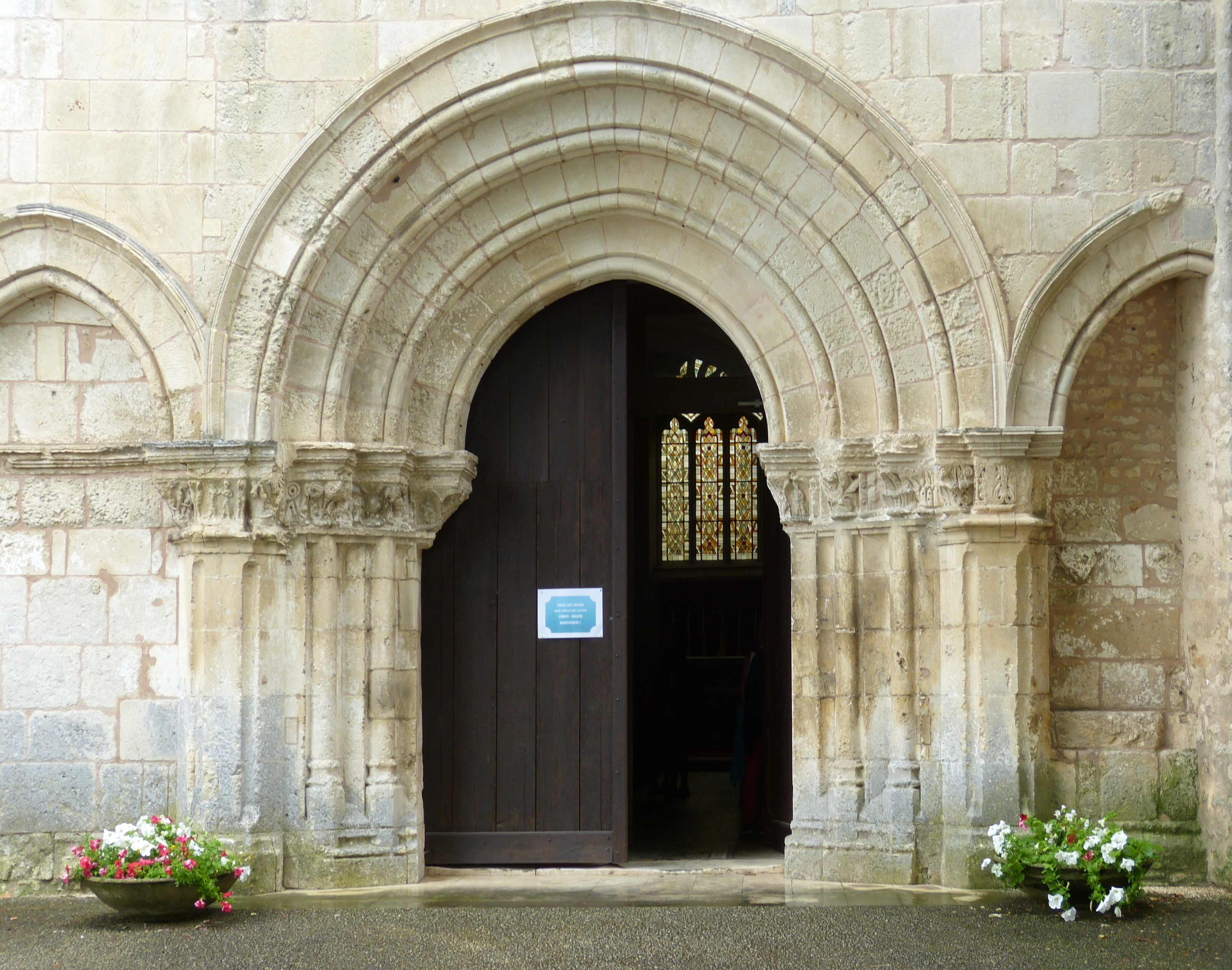
détail du portail
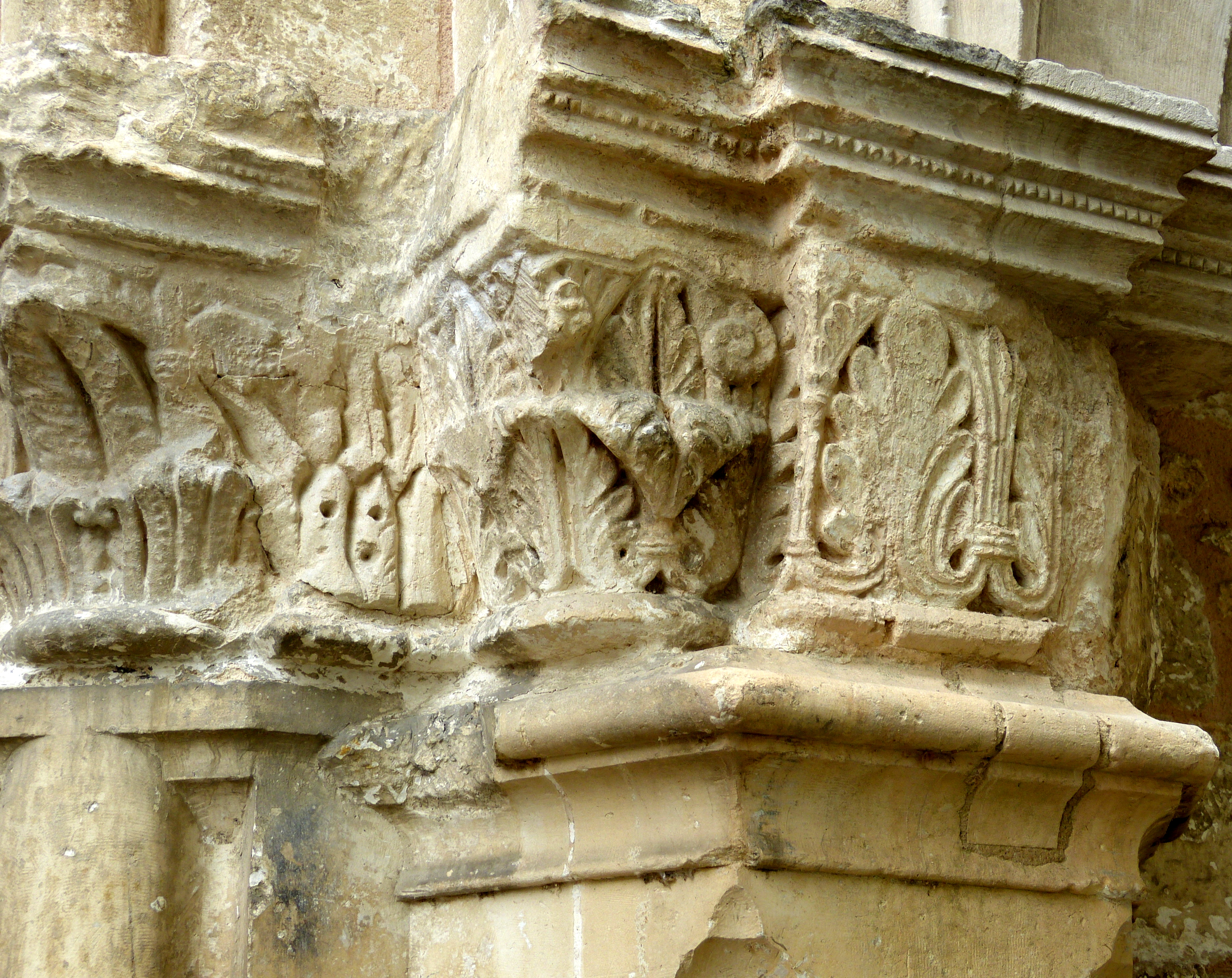
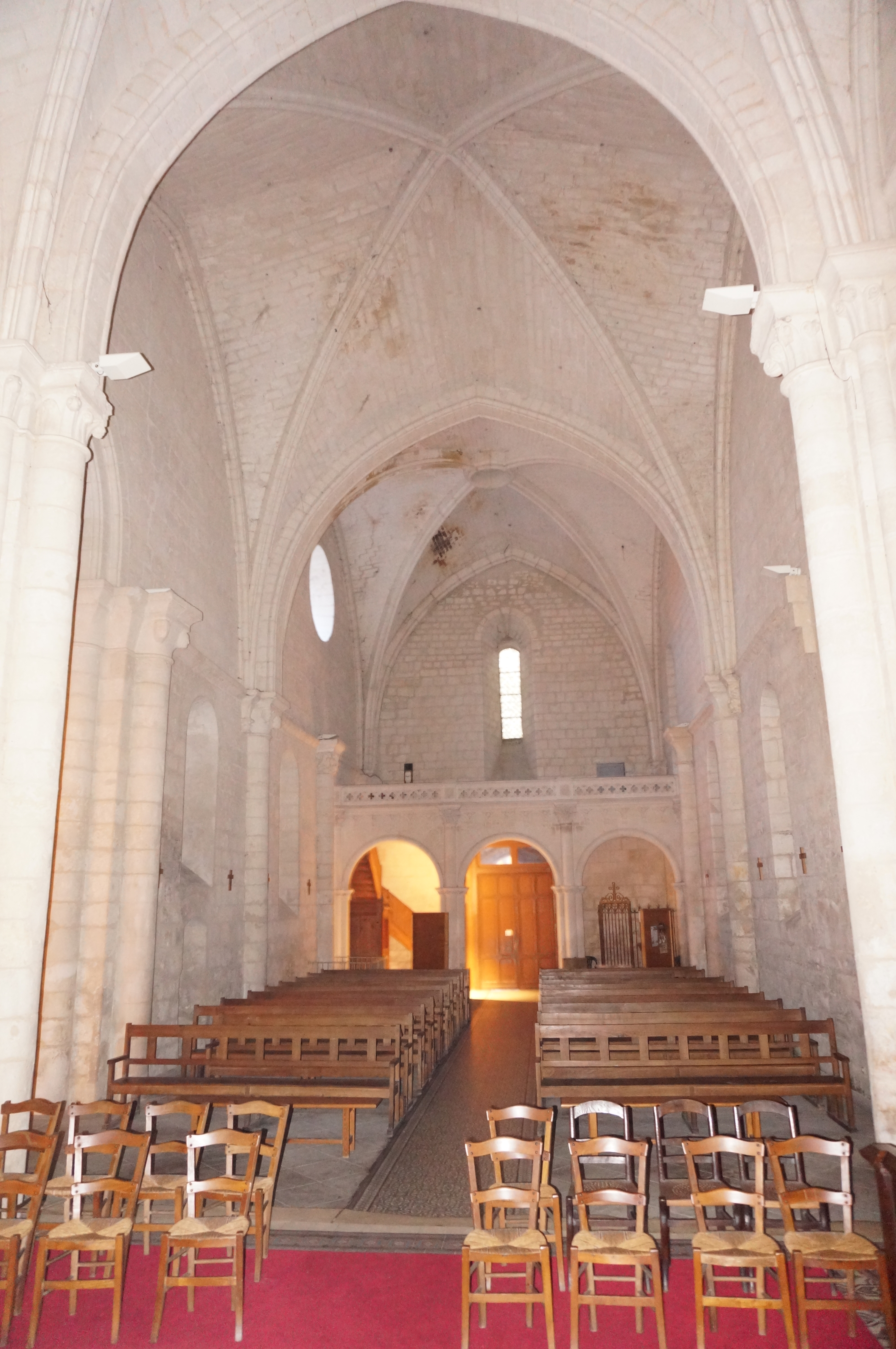
La nef de l'église.